# Gul Agha Ishakzai
Gul Agha Ishakzai (Distrito de Maywand, c. 1972), también conocido como Mulá Hidayatullah Badri, es un financiero afgano, jefe de la Comisión de Finanzas de los Talibanes, anterior Ministro de Finanzas de Afganistán y actual Gobernador del Da Afghanistan Bank. 

## Biografía

### Información personal
Gul Agha nació en Band-e-Temur, en el Distrito de Maywand, Provincia de Kandahar. Perteneciente a la Tribu Ishakzai, de etnia Pastún, fue amigo de infancia del fundador de los talibanes, el Mulá Mohammad Omar. Agha también es conocido como Mulá Gul Agha, Mulá Gul Agha Akhund, Hidayatullah, Haji Hidayatullah y Hayadatullah.

### Papel en los talibanes
Durante el período de insurgencia, Agha dirigió la comisión financiera de los talibanes. Su papel dentro de la organización talibán era recaudar impuestos (Azaque) en la Provincia de Baluchistán, en Pakistán. Se encargó de organizar fondos para ataques suicidas en Kandahar, Afganistán, y para los combatientes talibanes y sus familias. También tiene enlaces en la Red Haqqani. Varios países y organizaciones internacionales como Estados Unidos, las Naciones Unidas y la Unión Europea, han implementado sanciones contra él y sus asociados en virtud de medidas de financiación del terrorismo.
Fue un socio muy cercano a Mohammad Omar; fue su principal oficial de finanzas y uno de sus asesores más cercanos; incluso, llegó a vivir con él en el Palacio Presidencial durante el primer régimen talibán.
Fue nombrado director de la Comisión Financiera de los talibanes a mediados de 2013. Según un informe del Consejo de Seguridad de la ONU en enero de 2015, Agha, junto con otros miembros de Quetta Shura, mostró interés en reiniciar las negociaciones de paz con el gobierno afgano.
El 24 de agosto de 2021, fue nombrado Ministro de Finanzas encargado del segundo Emirato Islámico de Afganistán. Fue ratificado en el cargo con la designación del nuevo gabinete el 7 de septiembre del mismo año.Dejó el puesto de Ministro de Finanzas en mayo de 2023, siendo reemplazado por su Viceministro Nasir Akhund.
El 22 de marzo de 2023 fue nombrado Gobernador del Da Afghanistan Bank.